# Cecilio Domínguez
Pour les articles homonymes, voir Domínguez.
Cecilio Andrés Domínguez Ruiz, né le 11 août 1994 à Asuncion au Paraguay, est un footballeur international paraguayen, qui joue au poste de milieu offensif. 

## Biographie

### Carrière en club
Il fait ses débuts professionnels au Sol de América. Le 20 novembre 2011, il fait ses débuts en Primera División lors d'une victoire 2-1 contre le Club Guaraní. Durant la saison 2014, il est prêté six semaines au Club Nacional pour participer à la Copa Libertadores.
En 2015, il rejoint le Cerro Porteño. Le 29 septembre 2016, il inscrit son premier triplé contre l'Independiente Santa Fe lors d'un match de la Copa Sudamericana (victoire 4-1). Il remporte le titre de meilleur buteur de la Copa Sudamericana 2016 avec 6 réalisations.
Le 14 janvier 2017, il rejoint le Club América évoluant en Liga MX. Le 29 janvier, il fait ses débuts en Liga MX lors d'une victoire de 1-0 contre Veracruz, où il inscrit le seul but de la tête. Après plusieurs mois d'inactivité en raison d'une blessure à l'épaule, il fait son retour dans le groupe le 22 juillet. Puis, une semaine plus tard, il inscrit son premier doublé avec le club, lors d'une victoire 2-0 contre le CF Pachuca. 

### Carrière internationale
Avec les moins de 20 ans, il participe au Championnat de la CONMEBOL des moins de 20 ans 2013, qui se déroule en Argentine. Lors du tournoi, il dispute neuf rencontres et inscrit un but, contre l'Argentine. Le Paraguay termine deuxième de la phase finale. Puis, il participe à la Coupe du monde des moins de 20 ans 2013, compétition organisée en Turquie. Lors du mondial junior, il joue trois matchs. Le Paraguay est éliminé en huitièmes de finale par l'Irak.
En octobre 2014, il est convoqué pour la première fois en équipe du Paraguay par le sélectionneur national Víctor Genes, pour des matchs amicaux contre la Corée du Sud et la Chine.
Le 10 octobre 2014, il honore sa première sélection contre la Corée du Sud. Lors de ce match, Cecilio Domínguez entre à la 69e minute de la rencontre, à la place de Derlis González. Le match se solde par une défaite 2-0 des Paraguayens.

## Palmarès

### En club
- Cerro Porteño
  - Champion du Paraguay en 2015 (ouverture)

### Distinctions personnelles
- Élu meilleur buteur du Championnat du Paraguay en 2016 (clôture) (14 buts)
- Élu meilleur buteur de la Copa Sudamericana en 2016 (6 buts)

## Statistiques
| Saison                | Club                  | Championnat           | Championnat | Championnat | Coupe(s) nationale(s) | Coupe(s) nationale(s) | Compétition(s) continentale(s) | Compétition(s) continentale(s) | Compétition(s) continentale(s) | Séries | Séries | Paraguay | Paraguay | Total | Total |
| Saison                | Club                  | Division              | M.          | B.          | M.                    | B.                    | Comp.                          | M.                             | B.                             | M.     | B.     | M.       | B.       | M.    | B.    |
| 2011                  | Sol de América        | Clo.                  | 2           | 1           | -                     | -                     | -                              | -                              | -                              | -      | -      | -        | -        | 2     | 1     |
| 2012                  | Sol de América        | Ouv.+Clo.             | 12+12       | 1+1         | -                     | -                     | -                              | -                              | -                              | -      | -      | -        | -        | 24    | 2     |
| 2013                  | Sol de América        | Ouv.+Clo.             | 9+16        | 3+2         | -                     | -                     | -                              | -                              | -                              | -      | -      | -        | -        | 25    | 5     |
| 2014                  | Sol de América        | Ouv.+Clo.             | 20+18       | 0+3         | -                     | -                     | -                              | -                              | -                              | -      | -      | 2        | 0        | 40    | 3     |
| Sous-total            | Sous-total            | Sous-total            | 89          | 11          | 0                     | 0                     | -                              | 0                              | 0                              | 0      | 0      | 2        | 0        | 91    | 11    |
| 2014                  | Club Nacional (prêt)  | Ouv.+Clo.             | 0           | 0           | -                     | -                     | CL                             | 2                              | 0                              | -      | -      | -        | -        | 2     | 0     |
| 2015                  | Cerro Porteño         | Ouv.+Clo.             | 18+18       | 5+1         | -                     | -                     | CL                             | 2                              | 1                              | 1      | 0      | 1        | 0        | 40    | 7     |
| 2016                  | Cerro Porteño         | Ouv.+Clo.             | 13+19       | 5+14        | -                     | -                     | CL+CS                          | 3+7                            | 1+6                            | -      | -      | 2        | 0        | 44    | 26    |
| Sous-total            | Sous-total            | Sous-total            | 69          | 25          | 0                     | 0                     | -                              | 12                             | 8                              | 1      | 0      | 3        | 0        | 85    | 33    |
| 2016-2017             | Club América          | Clo.                  | 6           | 3           | 2                     | 0                     | -                              | -                              | -                              | -      | -      | 2        | 0        | 10    | 3     |
| 2017-2018             | Club América          | Ouv.+Clo.             | 15+11       | 3+1         | 5                     | 0                     | LCC                            | 3                              | 3                              | -      | -      | 3        | 0        | 37    | 7     |
| 2018-2019             | Club América          | Ouv.+Clo.             | 18+1        | 1+1         | 5                     | 5                     | -                              | -                              | -                              | -      | -      | 1        | 0        | 25    | 7     |
| Sous-total            | Sous-total            | Sous-total            | 50          | 9           | 12                    | 5                     | -                              | 3                              | 3                              | 0      | 0      | 5        | 0        | 70    | 17    |
| 2018-2019             | CA Independiente      | Primera División      | 8           | 1           | 2                     | 1                     | CS                             | 1                              | 0                              | -      | -      | 2        | 0        | 13    | 2     |
| 2019-2020             | CA Independiente      | Primera División      | 21          | 2           | 2                     | 1                     | CS+CS                          | 2+2                            | 0+0                            | -      | -      | 0        | 0        | 27    | 3     |
| Sous-total            | Sous-total            | Sous-total            | 29          | 3           | 4                     | 2                     | -                              | 4                              | 0                              | 0      | 0      | 2        | 0        | 39    | 5     |
| 2020                  | Club Guaraní (prêt)   | Ouv.+Clo.             | 14          | 4           | -                     | -                     | CL                             | 6                              | 2                              | -      | -      | 0        | 0        | 20    | 6     |
| 2021                  | Austin FC             | MLS                   | 34          | 7           | 0                     | 0                     | -                              | -                              | -                              | -      | -      | 0        | 0        | 34    | 7     |
| 2022                  | Austin FC             | MLS                   | 4           | 2           | 0                     | 0                     | -                              | -                              | -                              | -      | -      | 0        | 0        | 4     | 2     |
| Sous-total            | Sous-total            | Sous-total            | 38          | 9           | 0                     | 0                     | -                              | 0                              | 0                              | 0      | 0      | 0        | 0        | 38    | 9     |
| Total sur la carrière | Total sur la carrière | Total sur la carrière | 289         | 61          | 16                    | 7                     | -                              | 27                             | 13                             | 1      | 0      | 13       | 0        | 346   | 81    |